# Clutching at Straws
Clutching at Straws è il quarto album in studio del gruppo musicale britannico Marillion, pubblicato il 22 giugno 1987 dalla EMI.

## Il disco
Come il precedente Misplaced Childhood, anche questo è un concept album ed è inoltre l'ultimo album in studio con Fish. Il personaggio al centro dell'album è Torch (presumibilmente il Jester delle copertine degli album precedenti), un uomo di 29 anni disoccupato, la cui vita è in totale confusione. Egli cerca, soprattutto e senza successo, conforto nell'alcol per dimenticare un matrimonio fallito, essere un padre fannullone e la mancanza di successo commerciale come cantante in un gruppo musicale. Torch finisce quindi continuamente con l'ubriacarsi nei bar, in camere d'albergo e in strada, urlando e privo di redenzione o speranza.
Il disco bonus della riedizione di Clutching at Straws del 1999 contiene versioni alternative e demo di brani con Fish alla voce che sarebbero stati inseriti nel successivo album in studio Seasons End. Questi demo vennero prodotti nel corso delle sessioni di scrittura per quel che avrebbe dovuto essere il quinto potenziale album in studio con Fish. Un certo numero di concetti dei testi di queste demo, come ad esempio per il brano Voice in the Crowd, vennero poi inseriti nell'album solista d'esordio di Fish dal titolo Vigil in a Wilderness of Mirrors del 1990.

## Tracce
Testi di Derek William Dick, musiche dei Marillion.

### Edizione standard
1. Hotel Hobbies – 3:37
2. Warm Wet Circles – 4:23
3. That Time of the Night (The Short Straw) – 5:56
4. Going Under – 2:47 – assente nell'edizione LP
5. Just for the Record – 3:08
6. White Russian – 6:26
7. Incommunicado – 5:14
8. Torch Song – 4:05
9. Slàinte Mhath – 4:40
10. Sugar Mice – 5:44
11. The Last Straw: Happy Ending – 5:48

CD bonus nella riedizione del 1999
1. Incommunicado (Alternative Version) – 5:57
2. Tux On – 5:13
3. Going Under (Extended Version) – 2:48
4. Beaujolais Day (Previously Unreleased) – 4:51
5. Story from a Thin Wall (Previously Unreleased) – 6:47
6. Shadows on the Barley (Previously Unreleased) – 2:07
7. Sunset Hill (Previously Unreleased) – 4:21
8. Tic-Tac-Toe (Previously Unreleased) – 2:59
9. Voice in the Crowd (Previously Unreleased) – 3:29
10. Exile on Princes Street (Previoulsy Unreleased) – 5:29
11. White Russians (Demo-Previously Unreleased) – 6:15
12. Sugar Mice in the Rain (Previously Unreleased) – 5:54

### Edizione deluxe
Disc 1 – Clutching at Straws (2018 Andy Bradfield & Avril Mackintosh Re-Mix)
1. Hotel Hobbies – 3:35
2. Warm Wet Circles – 4:25
3. That Time of the Night (The Short Straw) – 6:00
4. Going Under (Alternate Version) – 2:47
5. Just for the Record – 3:09
6. White Russian – 6:27
7. Incommunicado – 5:16
8. Torch Song – 4:05
9. Slàinte Mhath – 4:44
10. Sugar Mice – 5:46
11. The Last Straw/Happy Ending – 5:58

Disc 2 – Live at the Edinburgh Playhouse 19th December 1987 (2018 Michael Hunter Mix)
1. La gazza ladra – 2:47
2. Slàinte Mhath – 5:04
3. Assassing – 6:48
4. White Russian – 6:26
5. Incubus – 10:36
6. Sugar Mice – 6:14
7. Fugazi – 9:57
8. Hotel Hobbies – 4:05
9. Warm Wet Circles – 4:17
10. That Time of the Night (The Short Straw) – 6:00

Disc 3 – Live at the Edinburgh Playhouse (Continued)
1. Pseudo Silk Kimono (Intro) – 1:06
2. Kayleigh – 3:48
3. Lavender – 2:34
4. Bitter Suite – 8:32
5. Heart of Lothian – 7:24
6. The Last Straw – 7:17
7. Incommunicado – 5:00
8. Garden Party – 6:26
9. Market Square Heroes (Incomplete featuring My Generation, Margaret & Let's Twist Again) – 10:09

Disc 4 – Clutching at Straws Demos (1999 Remaster)
1. Beaujolais Day – 4:53
2. Story from a Thin Wall – 6:50
3. Shadows on the Barley – 2:09
4. Exile on Princes Street – 5:32
5. Sunset Hill – 4:24
6. Tic-Tac-Toe – 3:01
7. Voice in the Crowd – 3:32
8. White Russians – 6:18
9. Sugar Mice in the Rain – 5:58

- Previously Unreleased Demos:

1. Hotel Hobbies/Warm Wet Circles (The Mosaic Demos) – 15:36
2. Just for the Record – 3:44
3. Torch Song – 2:01
4. Slainte Mhath – 4:25

Disc 5 – Blu-ray
1. Clutching at Straws (48/24 PCM Stereo Remix) – 52:12
2. Clutching at Straws (48/24 LPCM Master Audio 5.1 Mix) – 52:12
3. Clutching at Straws (48/24 DTS Master Audio 5.1 Mix) – 52:12
4. The Final Straw (Documentary) – 60:07

- Promo Videos (SD Content)

1. Incommunicado (Alternative Version) – 4:02
2. Sugar Mice – 5:05
3. Warm Wet Circles – 4:25

- Extras

1. Clutching at Straws (Original 1987 Album Mix) – 51:48

- Plus 1999 Remaster Bonus Tracks

1. Incommunicado (Alternate Version) – 5:57
2. Tux On – 5:13
3. Going Under – 2:48

## Formazione
Gruppo
- Fish – voce
- Steve Rothery – chitarra
- Pete Trewavas – basso
- Mark Kelly – tastiera
- Ian Mosley – batteria, percussioni

Altri musicisti
- Tessa Niles – cori (tracce 2 e 11)
- Christopher "Robbin" Kimsey – cori (traccia 7)
- John Cavanagh – voce di Dr. Finlay (traccia 8)

Produzione
- Chris Kimsey – produzione
- Nick Davis – registrazione
- Richard Sullivan – assistenza tecnica

## Classifiche
| Classifica (1987) | Posizione massima |
| ----------------- | ----------------- |
| Austria           | 16                |
| Canada            | 81                |
| Germania          | 3                 |
| Italia            | 20                |
| Norvegia          | 4                 |
| Paesi Bassi       | 3                 |
| Regno Unito       | 2                 |
| Stati Uniti       | 103               |
| Svezia            | 9                 |
| Svizzera          | 3                 |